# ニューイングランド

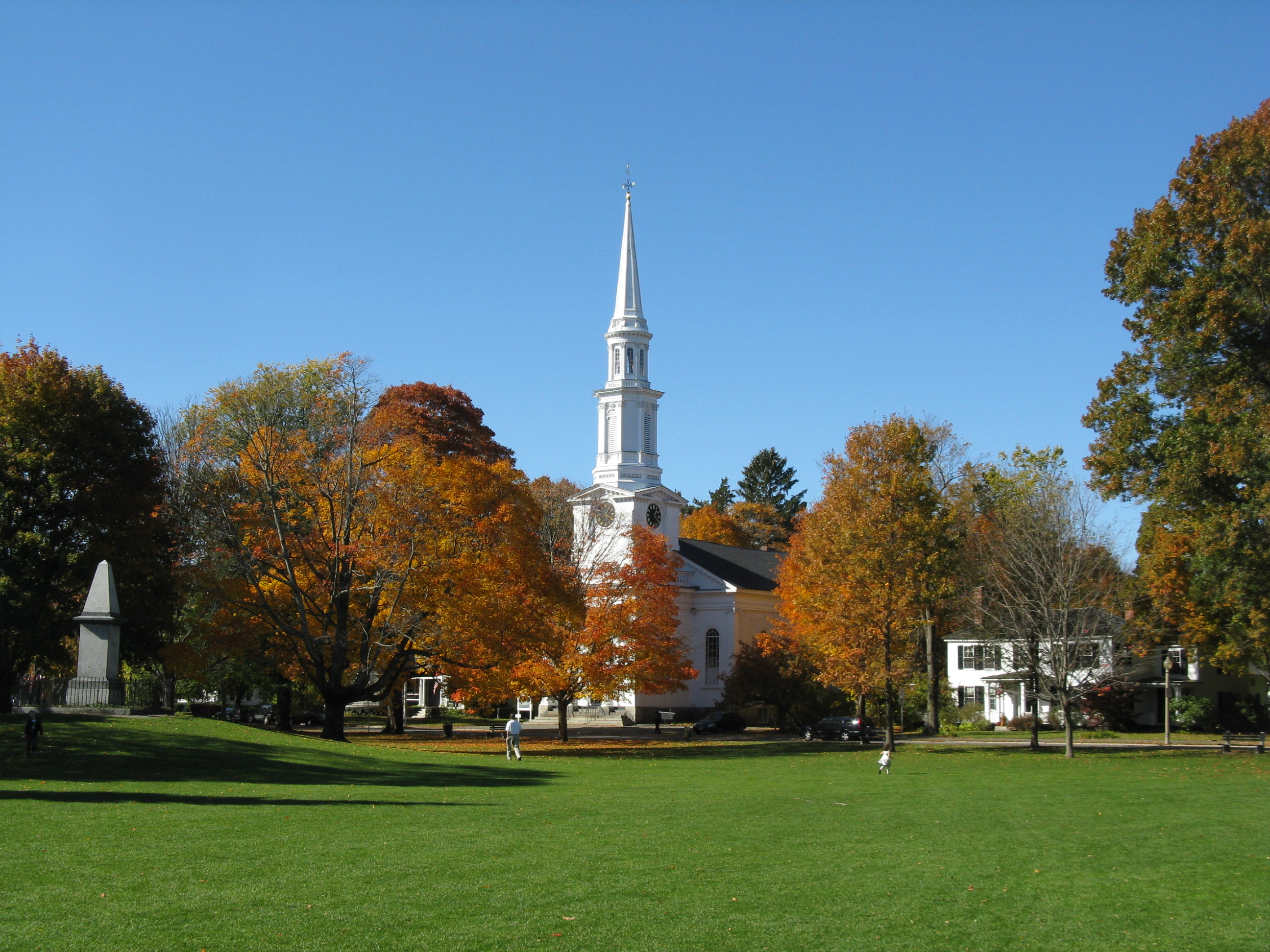

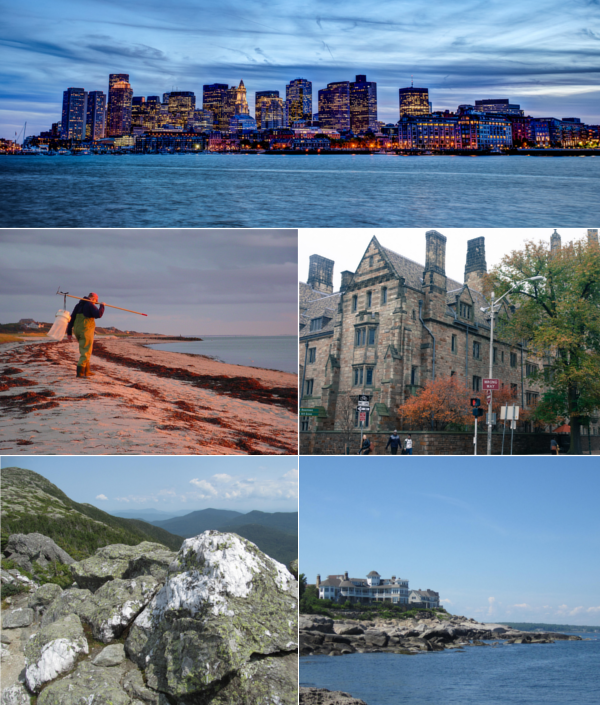
上から時計回りに、ボストンの金融街夜のスカイライン、コネチカット州ニューヘイブンにあるイェール大学の建物、メイン州のケープネディック、バーモント州のマンスフィールドヒルからの眺め、マサチューセッツ州ケープコッドの漁師たち。

ニューイングランド（New England）は、アメリカ合衆国北東部の6州（北から南へメイン州、ニューハンプシャー州、バーモント州、マサチューセッツ州、ロードアイランド州、コネチカット州）を合わせた地方である。ボストンはこの地方における最大の都市であり、中心的存在である。漢字表記は新英蘭。

## 歴史
詳細は「History of New England」を参照
＊以下の記述で「州」とは、1776年のアメリカ独立宣言以降の名称であることに注意。便宜上、現在の名称で記している。

### アメリカ合衆国で最も古い地域
ニューイングランドのルーツは、アメリカ合衆国建国の母体となったイギリスの13植民地の中で北部を占めていたニューイングランド植民地群である。ニューイングランド植民地の中で初めて植民に成功したのはプリマス植民地（1620年設立）である。また、13植民地の南部植民地群の中で初めて植民に成功したのはバージニア植民地（1607年設立）である。中部植民地群（もともとはオランダの植民地ニューネーデルランド）の中で最初に植民に成功したのはニューアムステルダム（現ニューヨーク市、1624-25年設立）である。ニューネーデルランドは1664-74年にイギリスに割譲され、ニューヨーク植民地およびニュージャージー植民地となった。
13植民地の中でも特に古い、バージニアとニューイングランドはアメリカ合衆国の中で最も歴史の古い地域と言える。とは言え、イギリス系植民者による都市建設以前に、スペイン系植民者はアメリカ大陸植民で1世紀先行していた。メキシコ以南のアメリカ大陸に領土を広げていたニュースペインは、現在はアメリカ合衆国となっている地域にも領土を拡大するようになった。その初期に建設された都市フロリダ州セントオーガスティン（1565年設立）はアメリカ合衆国の中でひときわ古い歴史を持つ。（また、スペイン人入植者はまずはカリブ海の島々を拠点とし、次にメキシコに進出したため、これらの地域にはさらに古いヨーロッパ系の都市が存在する。ドミニカ共和国のサントドミンゴがヨーロッパ人によるアメリカ大陸で永続する最古の植民都市で、1498年設立である。）もちろん、それ以前にはネイティブアメリカンによる集落が各地に存在していた。例えば、アメリカ合衆国の領土内でも大規模なネイティブアメリカンの都市は、カホキア（600年頃設立）、アコマ・プエブロ（1100年頃設立）、タオス・プエブロ（1000年頃設立）などがあった。しかし、これらの都市はアメリカ合衆国と言う国家設立の母体となったわけではなく、後にアメリカ領土として併合された。
なお、これらの定住が永続した初期の植民地が建設される以前からも、探検隊による遠征や、漁船などによるキャンプ、永続しなかった交易所や砦、失敗した植民地などが存在したことにも注意が必要である。イギリス系のこれらの例については「イギリスによるアメリカ大陸の植民地化#北アメリカのイギリス植民地リスト」を参照のこと。

### 初期の入植
フランス人の入植者によって、1604年にメイン州のセント・クロイ島に入植が試みられたが、1605年にはカナダのポート・ロワイアルへ移住している。ポート・ロワイアルはニューフランスで最初に植民に成功した都市となった（続いてケベックが2番目の都市となる）。
イギリス人によるニューイングランドへの植民は、1606年4月10日にイングランド王ジェームズ1世の勅許を受けたバージニア会社に端を発する。バージニア会社は、イングランドのロンドンに拠点を置くロンドン会社とプリマスに拠点を置くプリマス会社からなり、ロンドン会社は東海岸の南部、プリマス会社は北部の開拓を与えられた。1607年、ロンドン会社によりイギリスで初めての恒久的植民地がバージニア州のジェームズタウンに建設され、その数ヶ月後にはプリマス会社によってメイン州にポパム植民地が建設された。ポパム植民地は一年で放棄された。ジェームズタウン建設の指導者であったロンドン会社のジョン・スミスは、1614年にメイン州からマサチューセッツ州の湾岸を探検し、このエリアをニューイングランドと名付けた。この時の記録はA Description of New Englandとして1616年に出版された。これ以降、イギリスでこの地域への入植者が募集された。1620年11月3日、プリマス会社は勅許によってニューイングランドのプリマス評議会となり、ニューイングランドがこの地域の正式名称となった。同年11月21日、後にピルグリム・ファーザーズと呼ばれるイギリスの清教徒たちが乗ったメイフラワー号がマサチューセッツ州プロビンスタウンに到達した。その後、プリマスに上陸し、プリマス植民地を建設した。

### 植民地時代
プリマス植民地を端緒に、イギリスのピューリタンがマサチューセッツへ移住を始め、各植民地を設立していった。
1629年にはボストンを中心とするマサチューセッツ湾植民地が設立された。1636年にはロードアイランド植民地とコネチカット植民地が設立された。1637年には、ニューヘイブン植民地が設立され、1662年にコネチカット植民地に統合された。また1637年に、北のニューフランス、南のニューネーデルラントに対抗するため「ニューイングランド連合」が結成されたが、1680年代初頭に解消された。1686年には、オランダ領であったニューヨーク植民地、ウエストジャージー植民地およびイーストジャージー植民地を含むニューイングランド王領が形成されたが、1689年に解消された。1691年にはニューハンプシャー植民地がマサチューセッツ湾から独立し、設立された。同時に、マサチューセッツ湾植民地は、プリマス植民地およびメイン植民地などを併せて、マサチューセッツ湾直轄植民地となった。

### 都市の発達
ヨーロッパで宗教的に迫害されたグループによって創設されたという背景から、ジェームズタウンなどの東海岸南部の植民地はヨーロッパの投資家のための経済的利益を動機に建設されたのに対し、プリマスなどの東海岸北部では宗教的自由や理想を動機に建設されたという違いが、ニューイングランドの文化を特徴付けている。
マサチューセッツ湾植民地は大量の入植者を受け入れ、その中心であるボストンは直ちにイギリス系の北アメリカ植民地で最大の都市となった。17世紀のアメリカの植民地では農業が中心の経済であったため都市はあまり発達せず、1700年の時点ではボストンが唯一6000人以上の人口を抱える都市であった。（1740-50年頃になってフィラデルフィアが、1760年頃にはニューヨークがボストンの人口を上回るようになった。これらアメリカ植民地時代の三大都市はいずれも良港を持ち、交易が発達していた。）
13植民地時代、バージニア植民地の人口が最大であったが（1720年頃、マサチューセッツ植民地が人口を上回った時期が少しの間あったものの）、南部植民地では大規模プランテーションが一般的で、これら北部の都市のような人口の多い都市はあまり育たなかった。
アメリカ最古の大学であるハーバード大学の前身ニューカレッジは、1636年にマサチューセッツ州ケンブリッジに設立された。（ジェームズタウン近郊にある全米で二番目に古いウィリアム・アンド・メアリー大学の前身ともされるヘンライコポリス・カレッジは1618年設立の勅許を受けたが、ウィリアム・アンド・メアリー大学の設立は1693年である。）
1775年にはレキシントン・コンコードの戦いがマサチューセッツ州コンコードにて勃発し、アメリカ独立戦争の発祥地となっている。（そして、ジェームズタウン近郊で起こったヨークタウンの戦いが独立戦争を終結させることとなった。）

### アメリカ合衆国独立以降
19世紀にはニューイングランドの商人や漁師や捕鯨船が有名になった。

### インディアンに対する大虐殺
もともとはワンパノアグ族やポウハタン族、ナラガンセット族、イロコイ族など、多様なインディアン部族が領土としていた地域であり、イギリスのピューリタン入植と同時に民族浄化の対象にされた。
マサチューセッツ湾植民地やコネチカット植民地の入植白人たちは、この地のインディアンたちを「狼と同種のけだもの」とみなし、植民地を挙げて絶滅政策を採った。女子供に至る大量虐殺を受けたインディアンたちは同盟を組んで1675年に、白人が「フィリップ王戦争」と呼ぶ北米植民地戦争を起こした。この戦いは白人入植者側の圧勝に終わり、4000人を超えるインディアンが虐殺され、酋長や戦士が残虐に処刑された。
ほとんどの部族が絶滅寸前に追い込まれ、また他州へ追い払われたのち18世紀に入っても、イロコイ族は白人との戦いをやめなかった。植民地軍司令官だったジョージ・ワシントンは、ニューイングランドのインディアン部族、特にイロコイ族の徹底絶滅を指示し、彼らの集落を根こそぎ破壊する焦土作戦を指揮した。ワシントンは大統領に就任した後も、「この地のインディアンを根絶やしにするように」と閣僚に命じてインディアン戦争を続行させた。
現在、侵略者による虐殺を生き延びたインディアンたちは、インディアン権利団体「ニューイングランド・アメリカインディアン連合」を結成し、合衆国政府に対して様々な権利要求を行っている。

## 地理

### 州
ニューイングランドには次の6州が含まれる。
- コネチカット州
- ニューハンプシャー州
- バーモント州
- マサチューセッツ州
- メイン州
- ロードアイランド州

### 主要都市
太字は各州の州都を示す。

#### コネチカット州
- ハートフォード
- ウォーターバリー
- スタンフォード
- ニューヘイブン
- ブリッジポート

#### ニューハンプシャー州
- コンコード
- ナシュア
- ポーツマス
- マンチェスター

#### バーモント州
- モントピリア
- バーリントン

#### マサチューセッツ州
- ボストン
- ウースター
- ケンブリッジ
- スプリングフィールド
- ローウェル

#### メイン州
- オーガスタ
- バンゴー
- ポートランド

#### ロードアイランド州
- プロビデンス
- ニューポート

## 文化
関連項目：Notable New Englanders
アメリカの代表的なスープ、クラムチャウダーはニューイングランドで始まった。ニューイングランド料理は魚介類を中心とする献立が多い。都会を離れると山と森が多い地域で、たくさんの人が紅葉狩りのために旅行する。